# Sociedad y Archivo Háttér Budapest
A Sociedad y Archivo Háttér Budapest (em húngaro:  Háttér Társaság a Melegekért) é uma organização de Budapeste (Hungria) que documenta e dá apoio à vida dos homossexuais. O Háttér Társaság tem sua direcção na rua Csanády, n.º 4b.
A sociedade fundou-se com o nome «Háttér Társaság a Melegekért» em 1995 na fonda Vaskapu, em Estrigonia. Pouco depois o grupo transladou-se a sua primeira sede num escritório na rua Visegrádi de Budapeste. Em 1996 fundou-se o Archivo Háttér.
A partir de 1996, a Sociedad organiza em IGLYO, em Budapeste, uma conferência anual. Nesse mesmo ano fez-se membro de ILGA. Em 1997 organizou a primeira manifestação do orgulho LGBT em Budapeste.
Em 2003 contribuiu com suas actividades de conciliábulo a que Hungria se convertesse no primeiro país de Europa que incluiu de forma explícita a discriminação por identidade sexual em sua lei na contramão da discriminação. Em 2004 a Sociedad organizou a conferência anual de ILGA Europa em Budapeste.
A embaixada de Estados Unidos em Budapeste entregou à Sociedad Háttér o Active Citizenship Award, que premeia às organizações por suas actividades desinteresadas em prol de a sociedade.
Em 2012, os trabalhadores do Archivo Háttér tomaram parte numa conferência extraordinária dos arquivos, bibliotecas e museus LGBT.
Desde 2013 o nome é Sociedad Háttér.